# Bijela (Višegrad, BiH)
Bijela je naselje u općini Višegrad, Republika Srpska, BiH.

## Vanjske poveznice
- Satelitska snimka  Arhivirana inačica izvorne stranice od 14. veljače 2021. (Wayback Machine)